# Sơn Thành, Sơn Hà
Sơn Thành là một xã thuộc huyện Sơn Hà, tỉnh Quảng Ngãi, Việt Nam.
Xã Sơn Thành có diện tích 48,74 km², dân số năm 1999 là 6379 người, mật độ dân số đạt 131 người/km².